# Apple Developer
Apple Developer, ранее Apple Developer Connection или ADC, является специализированной площадкой для взаимодействия разработчиков, создающих программное обеспечение для устройств на базе macOS, iPadOS, WatchOS и iOS.

## Утечки программного обеспечения
За всё время работы сервиса было зафиксировано несколько случаев утечек секретного программного обеспечения корпорации Apple, полученных злоумышленниками путём участия в бета-программах. В первую очередь речь идёт о нашумевшей утечке Mac OS X 10.4 Tiger. После появления бета-версии ОС на торрент-трекерах разбирательство переросло в суд.
OS X Lion, OS X Mountain Lion и OS X Mavericks также несколько раз утекали в сеть. В Apple для борьбы с утечками была создана система оповещения, которая предупреждала о том, что определённая версия ОС загружена тестером на торрент-трекеры.

## Попытки атаки на серверы разработчиков
18 июля 2013 года злоумышленники пытались получить доступ к конфиденциальной личной информации, хранящейся на серверах разработчиков Apple. Информация была зашифрована, но Apple не может гарантировать, что какая-либо информация о разработчиках не была украдена. После атаки сайт был закрыт с четверга 18 июля по воскресение 21 июля. После ввода сайта в строй в Apple заявили, что будут постоянно совершенствовать алгоритмы защиты, чтобы избежать утечек конфиденциальных данных в будущем.